# Боуз-Лайон, Лилиан
Лилиан Боуз-Лайон (англ. Lilian Bowes Lyon, 1895—1949) — британская поэтесса и романистка.

## Биография
Родилась 23 декабря 1895 года в Ридли Холл, Нортумберленд. Она была младшей дочерью достопочтенного Фрэнсиса Боуза Лиона и леди Энн Кэтрин Сибил Линдсей и была двоюродной сестрой Елизаветы Боуз-Лайон, матери английской королевы Елизаветы II.
Во время Первой мировой войны Лилиан Боуз-Лайон помогала в замке Гламис (принадлежащем её дяде), который был превращён в лазарет для солдат. Её брат Чарльз Боуз-Лайон был убит на войне 23 октября 1914 года. Эта смерть послужила темой её стихотворения Поле битвы, которое позже было опубликовано в сб. Выцветание яркого пера (1936).
После Первой мировой войны, Лилиан училась в Оксфордском университете, а затем переехал в Лондон. В 1929 году она познакомилась с писателем Уильямом Пломером и через него, с Лоренсом ван дер Постом. Она опубликовала два романа, Погребенный поток (1929) и Под раскидистым деревом (1931), а затем сосредоточилась на поэзии. Боуз-Лайон опубликовала шесть поэтических сборников в издательсне Джонатана Кейпа (Jonathan Cape), а затем Избранные стихотворения (в 1948 г). В предисловии к собранию Сесил Дэй-Льюис отмечал влияние на её поэзию Эмили Дикинсон, Джерарда Мэнли Хопкинса и Кристины Россетти. Её стихи появлялись также во многих периодических изданиях и сборниках.
Во время Второй мировой войны она переехала в Ист-Энд Лондона и работала в бомбоубежище — в подземном складе в доках Тилбери, оказывая помощь раненым. Это отразилось всюжете её поэмы Вечер в Степни, а также ряда стихотворений 1940-43 годов. Степни — восточный рабочий район Лондона, особенно тяжело пострадавший во время «Блица», бомбардировок города немецкой авиацией с сентября 1940 года по май 1941 года, — тогда была разрушена треть его домов. Во время одного из обстрелов, автобус, на котором она находилась, был взорван взрывом бомбы, её нога была серьёзно повреждена. У неё было несколько ампутаций из-за облитерирующего тромбангиита (болезни Бюргера), пальцы, ступни, её голени и, в конечном итоге, обе ноги ниже бедра.
После войны она вернулась в свой дом в Кенсингтоне и продолжал писать стихи, несмотря на болезнь, которая начинала поражать её руки.
Она умерла 25 июля 1949.
Сборник Разрозненные стихи был опубликован посмертно (1981).

## Произведения
- Погребенный поток (The Buried Stream, Jonathan Cape, 1929) роман
- Под раскидистым деревом (Under the Spreading Tree, Jonathan Cape, 1931) роман, опубликован под псевдонимом D. J. Cotman
- Белый заяц (The White Hare, Jonathan Cape, 1934) стихи
- Выцветание яркого пера (Bright Feather Fading, Jonathan Cape, 1936) стихи
- Завтра покажет (Tomorrow is a Revealing, Jonathan Cape, 1941) стихи
- Вечер в Степни (Evening in Stepney, Jonathan Cape, 1943) стихи[7]
- Трудная прогулка домой (A Rough Walk Home, Jonathan Cape, 1946) стихи
- Избранные стихотворения (Collected Poems, Jonathan Cape, 1948)
- Разрозненные стихи (Uncollected Poems, Tragara Press, 1981)